# Morti nell'872
| Questa pagina contiene informazioni ricavate automaticamente dalle voci biografiche con l'ausilio del template Bio e di un bot. L'aggiornamento è periodico e automatico e ricostruisce completamente la pagina. Se manca una persona in questa lista, sei pregato di non aggiungerla, ma accertati piuttosto che la sua voce biografica contenga il template Bio e che i dati anagrafici siano correttamente compilati. Se il template Bio manca, inseriscilo tu stesso o, in alternativa, metti l'avviso {{tmp\|Bio}} che ne segnala la mancanza. Se i dati riportati sono sbagliati, correggi direttamente la voce biografica; le modifiche saranno visibili in questa lista entro pochi giorni. Per chiarimenti vedi il progetto biografie. La lista contiene solo le 8 persone che sono citate nell'enciclopedia e per le quali è stato implementato correttamente il template Bio. Pagina aggiornata al 13 gen 2025. |

- 15 luglio - Atanasio I di Napoli, vescovo italiano
- 21 settembre - Sergio, vescovo cristiano orientale siro
- 14 dicembre - Papa Adriano II, papa e vescovo italiano (n. 792)
- Ahmed ibn Yakub, militare arabo
- Artgal di Alt Clut, sovrano
- Bernardo II d'Autun, conte
- Gwrgan, sovrano gallese
- Cenn Fáelad hua Mugthigirn, re irlandese